# Đảo Hắc Hạt Tử

Đảo Hắc Hạt Tử cùng các đảo lân cận và đường biên giới

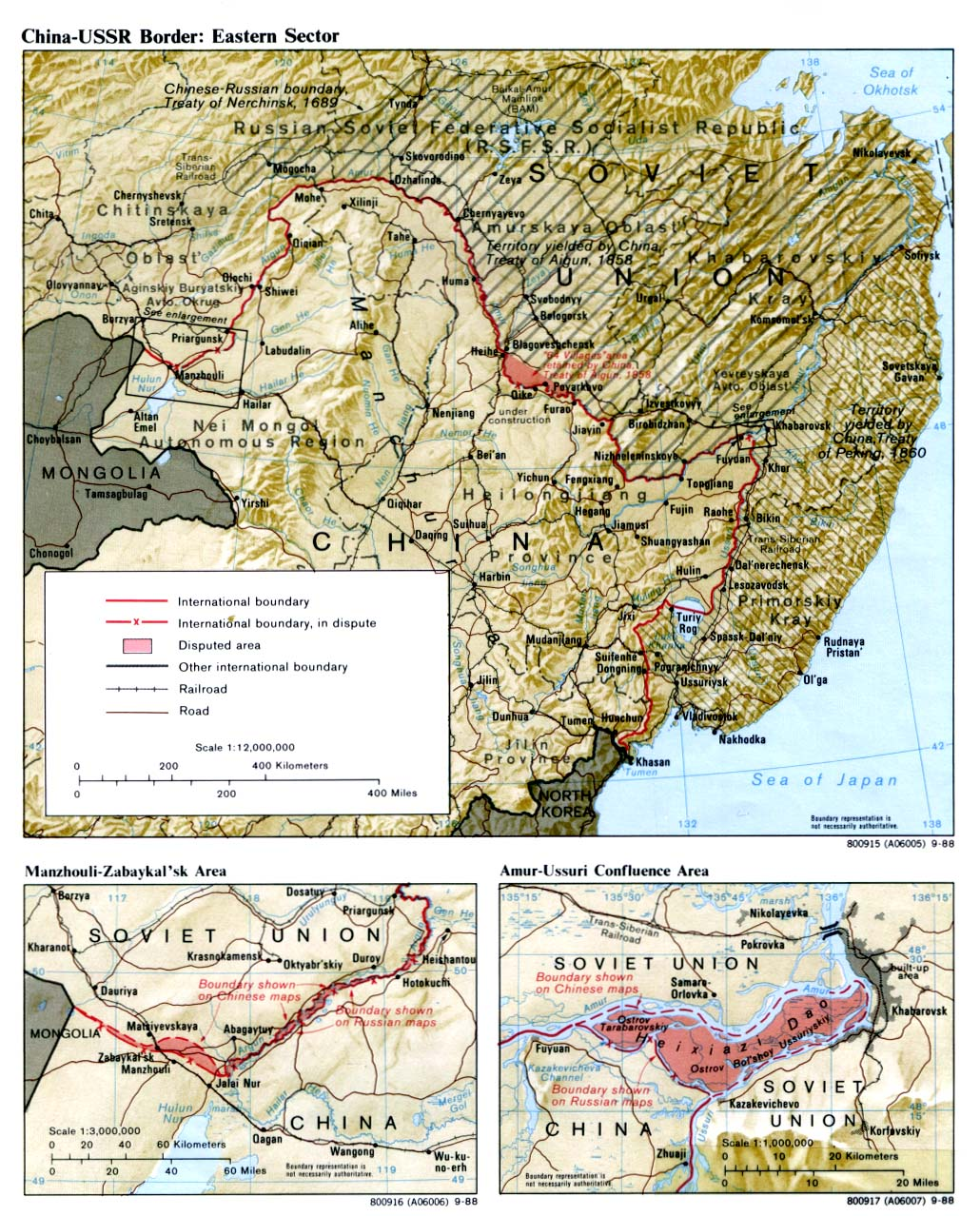
Đảo Hắc Hạt Tử/Bolshoy Ussuriysky được mô tả trong bản đồ nhỏ phía dưới bên phải.

Đảo Hắc Hạt Tử (giản thể: 黑瞎子岛; phồn thể: 黑瞎子島; bính âm: Hēixiāzi Dǎo), hay Đảo Bolshoi Ussuriysky (tiếng Nga: о́стров Большо́й Уссури́йский, đã Latinh hoá: óstrov Bol'šój Ussuríjskij), là một hòn đảo tạo thành từ trầm tích nằm ở nơi hợp lưu giữa hai sông Ussuri (Ô Tô Lý Giang) và Amur (Hắc Long Giang). Hòn đảo hiện bị phân chia giữa Trung Quốc và Nga. Đảo có diện tích từ 327 đến 350 km² (tùy theo mực nước sông) và lân cận nó là đảo Đảo Ngân Long (Tarabarov) cùng trên 90 đảo hay cù lao nhỏ khác (trong tiếng Trung, Hắc Hạt Tử cũng có thể chỉ hòn đảo lớn nhất hay chỉ cả nhóm đảo). Đảo Bolshoi Ussuriysky nằm ngay cạnh thành phố Khabarovsk, một thành phố lớn của Nga, vì vậy đảo có một vị trí chiến lược.
Cho đến năm 2004, Đảo Hắc Hạt Tử là nơi tranh chấp chủ quyền giữa Trung Quốc và Nga. Hồng quân Liên Xô đã chiếm đảo Hắc Hạt Tử cùng đảo Ngân Long sau xung đột Trung-Xô năm 1929, song phía Trung Quốc vẫn tuyên bố chủ quyền. Chính quyền Liên Xô quy thuộc các hòn đảo về vùng Khabarovsk, còn Trung Quốc coi chúng thuộc huyện Phủ Viễn, tỉnh Hắc Long Giang; là phần cực đông của Trung Quốc.
Vào ngày 14 tháng 10 năm 2004, Trung-Nga đã ký kết thỏa thuận biên giới phần phía đông, theo đó Nga đồng ý trao trả đảo Ngân Long và khoảng một nửa Đảo Hắc Hạt Tử cho Trung Quốc. Khoảng 170 km² của đảo Đảo Hắc Hạt Tử được chuyển cho phía Trung Quốc, phần còn lại vẫn thuộc quyền quản lý của Nga. Đổi lại, Trung Quốc đồng ý từ bỏ tất cả tuyên bố chủ quyền đối với phần còn lại của đảo Hắc Hạt Tử do Nga nắm giữ.
Năm 2005, Duma Nga và Quốc hội Trung Quốc thông qua thỏa thuận. Ngày 21 tháng 7 năm 2008, một thỏa thuận được Ngoại trưởng hai nước ký kết tại Bắc Kinh, đánh dấu việc phân giới cắm mốc trên thực địa đã kết thúc. Theo thỏa thuận, Nga chuyển khoảng 174 km² cho Trung Quốc. Việc chuyển giao diễn ra vào ngày 14 tháng 10 năm 2008. Vùng chuyển giao cho Trung Quốc phần lớn là không có người ở.